# Дмитренко Михайло Сергійович
Михайло Сергійович Дмитренко (нар. 9 листопада 1908, Лохвиця на Полтавщині — пом. 8 березня 1997, Детройт, Мічиган, США) — український маляр-монументаліст сакрального мистецтва, графік, історик мистецтва.

## Життєпис
Навчався у Лохвицькій реальній школі у 1916—1924 роках, студіював мистецтво у Київській художньо-індустріальній школі у період 1924—1926 років, — та завершив доцентурою студії у Київському художньому інституті у період 1926—1930 років. На запрошення Федора Кричевського став доцентом кафедри малюнка на архітектурному факультеті того ж інституту.
Працював на Донбасі і в Київському театрі робітничої молоді над оформленням спектаклів. У 1939 році був відряджений до Львова для створення місцевої організації Спілки радянських митців України, завдання якої було «перевиховання» львівських митців. За власним рішенням нікого він не «перевиховував», натомість з початком війни у 1941 році став одним із організаторів Спілки українських образотворчих митців. У цей час було влаштовано кілька її художніх виставок. Найбільш представницькою стала виставка митців всіх регіонів Галичини 1942 року, присвячена 25-річчю створення Української академії мистецтв у Києві, на якій виставлялися твори майстрів, котрі згодом опинилися в еміграції. Михайло Дмитренко представив на ній свої жіночі портрети, жанрові полотна.

### Баварський період
«Хуртовина Другої Світової війни занесла мене до Баварії, де перебувало чимало українських мистців» — згадує Дмитренко [… — незабутні]. Там українські мистці 28 — 29 січня 1947 року. з'їхалися на збори до Мюнхена, де відновили Українську спілку образотворчих мистців. Очолив її Едвард Козак. Організували у Німецькому національному музеї у Мюнхені виставку малярства, графіки і скульптури, на якій було 290 творів 71-го мистця.
|  | на переломі 1948 — 1949 pp. по Європі пішли вперті поголоски про наближення нової війни. Америка, Канада, Австралія відкрили свої території для переміщених осіб. І майже всі ми помандрували на далекий Захід. Більшість опинилися у Нью-Йорку – визнаному центрі мистецького життя. |

### У діаспорі
У 1951 році оселився в Торонто, у 1957—1960 роках жив у Віндзорі (Канада), а від 1960 року — у Детройті (США). Проте полем його мистецької діяльності  стали міста Торонто, Сарнія, Віндзор (Канада); Гемтрек, Бедфорд, Міннеаполіс, Детройт, Нью-Йорк (США); Лурд (Франція) та інші. У них маляр-монументаліст сакрального мистецтва розмальовував храми численними монументальними композиціями, планував іконостаси, малював ікони та проектував вітражі. В основному замовники його ікон, фресок, та мозаїки для храмів — це українські православні й греко-католицькі церковні громади, хоч інші конфесії, зокрема римо-католики, запрошували до праці по костьолах, як-от: базиліки святої Колумби у місто Янгстаун і святого Антонія Саут-Бенд (США). Художник працював і в позацерковній сфері. Свідчення цього — мозаїка в автовокзалі компанії «Ґрейгаунд» (англ. Greyhound) у Детройті (США).
Був співзасновником і першим очільником Української спілки образотворчих мистців Канади.

### Виставки
Брав участь у збірних виставках у Києві, Одесі (1934), Львові (1942), Зальцбурґу (1944), Мюнхені (1947), Торонто (1954), Детройті (1960). Індивідуальні виставки: Гемтремк, Мічиган (1962), Віндзор (1966), Філядельфія (1967), Детройт (1968), Чикаго (1971), Дженкінтавн (1976), Український культурний центр у Воррені (1982) та інші.

### Вплив
Митець не заперечував вплив Федора Кричевського, свого наставника: «Я взяв од Кричевського все, що може взяти учень від такого вчителя. Маю на увазі не тільки його монументалістський підхід до образу, витворений ним ідеал української людини як сильної духом і гарної на вроду, а й вимогливість до себе та інших, постійна праця без огляду на добрі чи погані умови, на почування і настрій, наявність чи відсутність так званого натхнення».
Спочиває на українському цвинтарі у Саут-Баунд-Брук.